# コロシュカ地方

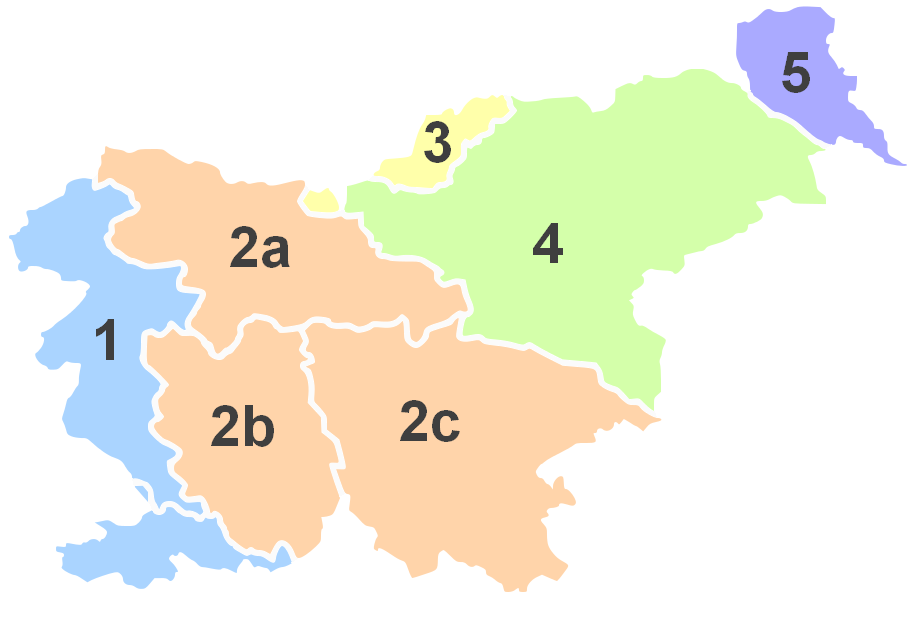
3がコロシュカ地方（黄色）

コロシュカ地方（スロベニア語：Koroška）は、スロベニアの伝統的な地方の一つ。行政単位としての意味は持たない。
この地方の主な都市はトラボグラート、スロヴェニ・グラデツ、ラヴネ・ナ・コロシュケム、チュルナ・ナ・コロシュケム、メージツァ、プレヴァリェ、ミスリニャ、ムタそしてラドリェ・オブ・ドラヴィである。
「コロシュカ」はドイツ語の地名「ケルンテン」のスロベニア語表記であり、この地方は隣接するオーストリアのケルンテン州と区別するためにスロベニア・カリンティア（英語：Slovene Carinthia）とも呼ばれる。
かつてのケルンテン公国の中でも僅かな領域でしかないが歴史的地域としては維持され続けており、この概念は地域のまとまりの核として機能している。